# Postmodernizm (filozofia)
Postmodernizm (inaczej: ponowoczesność, pomo, po-mo) – prąd myślowy odwołujący się do poczucia końca historii i wielkich narracji.

## Zasadnicze koncepcje
Zasadniczym zagadnieniem i tematem przewodnim w myśli postmodernistów jest przekonanie o płynnej względności i społecznym konstrukcjonizmie wszelkich idei. Myśliciele z nurtu postmodernizmu przyjmują postawę opozycji wobec stabilnej nowoczesności [post – oznacza po łacinie 'po']. Ponowocześni teoretycy piszą o wyczerpaniu się tradycyjnych i nowoczesnych (modernistycznych) koncepcji, poczynając od końca człowieka (Michel Foucault), śmierci autora (Roland Barthes), i dochodząc do kryzysu systemów znaczeń semiotycznych (Jacques Derrida), podając w wątpliwość wszelkie systemy wartości jako arbitralne i determinujące człowieka. Postmodernizm wiąże się z poczuciem lęku przed modernizmem utożsamianym z systemami totalitarnymi i powojennym schyłkiem wiary w linearny postęp cywilizacyjny. U podstaw postmodernizmu stoi egzystencjalizm, psychoanaliza, teoria krytyczna szkoły frankfurckiej, poststrukturalizm, dekonstrukcja oraz feminizm. Estetyka postmodernistyczna łączy się z hiperrealizmem, pozbawianiem rzeczy ich rodzimego kontekstu przez ukazywanie ich w zmienionych realiach. Postmoderniści wytykają modernistom i ich odbiorcom niewzruszoną wiarę w zdolność oddziaływania dzieł sztuki na całą ludzkość, i tym samym możliwość bycia wolnym od kwestii politycznych podziałów. W ten sposób konfrontuje się wizerunki świętych, uczonych, bohaterów narodowych ze współczesnym, karykaturalnie przedstawionym otoczeniem. Spójność nauki według postmodernistów nie jest wymagana. Postmodernizm nie wymaga, aby nauka była odbiciem rzeczywistości. Wystarczy samo przebywanie naukowców ze sobą i rozmawianie.
Postmodernizm w literaturze uzyskał swoją nazwę na gruncie anglosaskim i jest rozumiany jako skutek wpływu na realizm twórczości „nowoczesnej” – eksperymentalnych dzieł Jamesa Joyce’a, Virginii Woolf, i innych. Ta „nowoczesna” literatura po raz pierwszy osiąga pewien stopień samoświadomości, eksperyment pokazuje odległość poszczególnych konwencji literackich od rzeczywistości. Tym samym cała dotychczasowa sztuka zostaje podana w wątpliwość, jako nieautentyczna. Dopiero mając świadomość konwencji i co jakiś czas przypominając o niej odbiorcy, można stworzyć coś bliskiego istocie rzeczy. Jedną z cech postmodernizmu jest zatem zabawa konwencją i eklektyzm form (źródeł tego nurtu można doszukiwać się w Ulissesie Jamesa Joyce’a), dzięki któremu samą formę da się wyodrębnić. Przekaz literacki ma formę intelektualnej gry z czytelnikiem (J. Cortázar, Gra w klasy). Postmoderniści pragną wolności od wszelkich prawd narzuconych z góry. Moralność musi być własnym wyborem. Owa wolność musi poprzedzić oczyszczenie z wszelkich zabobonów, dotarcie do ich prawdziwego sensu. W tym rozumieniu np. dyskordianizm jest religią postmodernistyczną – krzywym zwierciadłem wszystkich religii świata, które są postrzegane jako proste przekazy moralne ubrane w masę „cudacznych” rytuałów.
Postmoderniści nie stronią od nowoczesnych form wyrazu, postrzegając je tylko jako kolejne formy (zob. np. komiks Neila Gaimana – Sandman). Drwią z roli historii, bardzo często przedstawiając w formie żartu fikcyjne wydarzenia, które mogły doprowadzić do powszechnie znanych, rzeczywistych skutków. Chętnie łamią wszystkie granice – nie tylko jedności gatunku ale również np. jedności kręgu kulturowego (stąd w utworze postmodernistycznym bóg Thor może spotkać Robina Goodfelow ze „Snu nocy Letniej”, a polski diabeł może kłócić się z nordyckim elfem). Skutkiem tych założeń programowych wszechobecne w sztuce postmodernistycznej są intertekstualność i ironia.
Jednym z najbardziej znanych współczesnych socjologów postmodernistycznych był Zygmunt Bauman (autor dzieł: Nowoczesność i zagłada, Wieloznaczność nowoczesna, nowoczesność wieloznaczna, Etyka ponowoczesna, Ponowoczesność jako źródło cierpień). Do filozofów postmodernistycznych można zaliczyć takich myślicieli jak Jacques Derrida (autor m.in. dzieł: Marginesy filozofii, Pismo i różnica), Richard Rorty (autor m.in. dzieł: Przygodność, ironia, solidarność, Obiektywność, relatywizm i prawda), Michel Foucault (autor m.in. dzieł: Słowa i rzeczy: archeologia nauk humanistycznych, Archeologia wiedzy, Historia seksualności), Paul Feyerabend (autor m.in. dzieł: Przeciw metodzie, Jak być dobrym empirystą), Jean-François Lyotard (autor m.in. dzieł: Kondycja ponowoczesna: raport o stanie wiedzy, Postmodernizm dla dzieci), Jean Baudrillard (autor m.in. dzieła Symulakry i symulacja). Większość intelektualistów francuskich odpowiedzialnych za teoretyczną inspirację myśli postmodernistycznej pracowało w obrębie paradygmatu marksistowskiego.

## Główni przedstawiciele

### Zygmunt Bauman
W myśli socjologicznej Baumana uprzywilejowane miejsce zajmuje „ponowoczesność”. Polski socjolog dowodził, że epoka ponowoczesna przyczyniła się do powolnego rozpadu państwowości rozumianej jako samowystarczalność gospodarczą, militarną oraz kulturalną. Powstaje coraz większa liczba małych, słabych państw, które próbują przeciwstawić się światowej kontroli, a jednocześnie stają się bezradne wobec kapitału międzynarodowego. Ponieważ przepływ tego kapitału do krajów oferujących tanią siłę roboczą nie jest kontrolowany przez te państwa, Bauman wynalazł określenie opisujące tę fazę nowoczesności, nazywając ją „płynną nowoczesnością”. W epoce płynnej nowoczesności (lub ponowoczesności) państwa nie są w stanie utrzymać jednolitej tożsamości kulturowej. Nie mogą więc wypracować jednolitych wartości (takich jak prawda), w miejsce których pojawia się wielość głosów i opinii.

### Jacques Derrida
Jacques Derrida był francusko-algierskim, znanym najbardziej z opracowania formy analizy semiotycznej znanej jako dekonstrukcja, którą omawiał w wielu tekstach i rozwijał w kontekście fenomenologii. Jest jedną z głównych postaci związanych z poststrukturalizmem i filozofią postmodernistyczną.
Derrida ponownie przeanalizował podstawy pisania i jego konsekwencje dla filozofii w ogóle; starał się podważyć język „obecności” lub metafizyki w technice analitycznej, która, wychodząc jako punkt wyjścia od Heideggerowskiego pojęcia Destrukcji, stała się znana jako dekonstrukcja.

### Michel Foucault
Michel Foucault był francuskim filozofem, historykiem idei, teoretykiem społecznym i krytykiem literackim. Początkowo związany ze strukturalizmem, stworzył dzieło, które dziś jest postrzegane jako należące do poststrukturalizmu i filozofii postmodernistycznej. Uważany za czołową postać teorii francuskiej. Times Higher Education opisał go w 2009 jako najczęściej cytowanego autora nauk humanistycznych.
Michel Foucault wprowadził pojęcia takie jak reżim dyskursywny lub ponownie przywołał koncepcje starszych filozofów, takie jak episteme i genealogia, aby wyjaśnić związek między znaczeniem, władzą i zachowaniami społecznymi w obrębie porządków społecznych.

### Jean-François Lyotard
Pod wpływem Nietzschego Jean-François Lyotard jako pierwszy użył terminu „postmodernizm” w kontekście filozoficznym w swojej pracy z 1979 Kondycja ponowoczesna. Podąża w niej za modelem gier językowych Wittgensteina i teorią aktów mowy, przeciwstawiając dwie różne gry, eksperta i filozofa. Opowiada o przemianie wiedzy w informację w dobie komputerów i przyrównuje nadawanie lub odbiór zaszyfrowanych wiadomości (informacji) do pozycji w grze językowej.
Lyotard zdefiniował filozoficzny postmodernizm w Kondycji ponowoczesnej, pisząc: „Uproszczając do granic możliwości, definiuję postmodernizm jako niedowierzanie wobec metanarracji...”.

### Richard Rorty
Richard Rorty argumentuje w Filozofia a zwierciadło przyrody, że współczesna filozofia analityczna błędnie naśladuje metody naukowe. Ponadto potępia tradycyjne epistemologiczne perspektywy reprezentacjonizmu i teorii korespondencji, które opierają się na niezależności znawców i obserwatorów od zjawisk oraz bierności zjawisk naturalnych w stosunku do świadomości.

### Jean Baudrillard
Jean Baudrillard w Symulakry i symulacja wprowadził koncepcję, zgodnie z którą rzeczywistość lub zasada Realności jest zwarta przez zamienność znaków w epoce, w której akty komunikacyjne i semantyczne są zdominowane przez media elektroniczne i technologie cyfrowe. Dla Baudrillarda „symulacja nie jest już symulacją terytorium, istoty referencyjnej lub substancji. Jest to generowanie za pomocą modeli rzeczywistości bez pochodzenia i rzeczywistości: hiperrzeczywistości”.

### Fredric Jameson
Fredric Jameson przedstawił jedno z pierwszych ekspansywnych teoretycznych podejść do postmodernizmu jako okresu historycznego, trendu intelektualnego i zjawiska społecznego w serii wykładów w Whitney Museum, później rozszerzonej w książce Postmodernizm, czyli logika kulturowa późnego kapitalizmu (1991).

### Douglas Kellner
Douglas Kellner podkreślał, że należy zapomnieć o „założeniach i procedurach współczesnej teorii”, której warunki obszernie analizował w rzeczywistych doświadczeniach i przykładach, korzystając z badań naukowych i technologicznych jako głównej części analizy; nalegał, że bez tego teoria jest niekompletna.

## Krytyka postmodernizmu socjologicznego
Krytyka postmodernizmu socjologicznego wynikała przede wszystkim z całkowitej negacji jaką postawili jego przedstawiciele wobec świata nauki oraz racjonalizmu. Postmoderniści byli i są nazywani zbuntowaną załogą, która maszeruje pod flagą anarchii.
Główne zarzuty wobec postmodernizmu socjologicznego:
- Odrzucenia dorobku nauki i filozofii racjonalnej[22].
- Zrównanie wszelkich zasad moralnych i kultur[23].
- Niebezpieczeństwo dla nauki i argumentów racjonalnych, którą stworzył postmodernizm. Nauka nadal będzie postępować, ale jej postrzeganie przez ludzi zostało przez postmodernistów trwale zniekształcone[24].
- Brak prezentowania recept wobec zdefiniowanych problemów, co powodowało narastanie konfliktów[21].
- Niejasność i wewnętrzna sprzeczność prezentowanych idei[21].

## Publikacje
- Wokół postmodernizmu – rozdział [w:] Andrzej Szahaj Zniewalająca moc kultury. Artykuły i szkice z filozofii kultury, poznania i polityki, Toruń 2004, Wydawnictwo UMK, ISBN 83-231-1676-8
- Postmodernizm. Antologia przekładów; pod redakcją Ryszarda Nycza, Wydawnictwo Baran i Suszczyński, Kraków, wyd I: 1996, 1997, wyd II: 1998, ss. 574, ISBN 83-85845-63-1 (zawiera teksty następujących autorów: Jürgen Habermas; Jean-François Lyotard, Jacques Derrida, Richard Rorty, Gianni Vattimo, Franklin Ankersmit, Jean Baudrillard, Fredric Jameson, Clifford Geertz, James Clifford, Zygmunt Bauman, Mike Featherstone, Brian McHale, Linda Hutcheon, Rosalind Krauss, Craig Qwens, Andreas Huyssen, Wolfgang Welsch)
- Barry Smart, Postmodernizm, Poznań 1998, Wyd. Zysk i S-ka, seria Kluczowe idee, s. 213, ISBN 83-7150-422-5
- Krystyna Wilkoszewska Wariacje na postmodernizm, wyd. II: Kraków 2008, Wyd. Universitas, ISBN 978-83-242-0905-7

Spojrzenia krytyczne:
- Ernest Gellner, Postmodernizm, rozum i religia, Warszawa 1997, Wyd. PIW, ISBN 83-06-02595-4 (Postmodernism, Reason and Religion 1992)
- Terry Eagleton, Iluzje postmodernizmu, Warszawa 1998, Wydawnictwo Spacja, ISBN 83-85277-45-5
- Alan Sokal, Jean Bricmont, Modne bzdury. O nadużyciach nauki popełnianych przez postmodernistycznych intelektualistów, Prószyński i S-ka, 2004. ISBN 83-7337-735-2 (krytyka prac postmodernistów)